# Osîtna, Novomîrhorod
Osîtna (în ucraineană Оситна) este o comună în raionul Novomîrhorod, regiunea Kirovohrad, Ucraina, formată numai din satul de reședință.

## Demografie
Componența lingvistică a comunei Osîtna
     Ucraineană (97,22%)
     Rusă (1,93%)
     Alte limbi (0,43%)
Conform recensământului din 2001, majoritatea populației comunei Osîtna era vorbitoare de ucraineană (97,22%), existând în minoritate și vorbitori de rusă (1,93%).